# 四川省 (ゲーム)

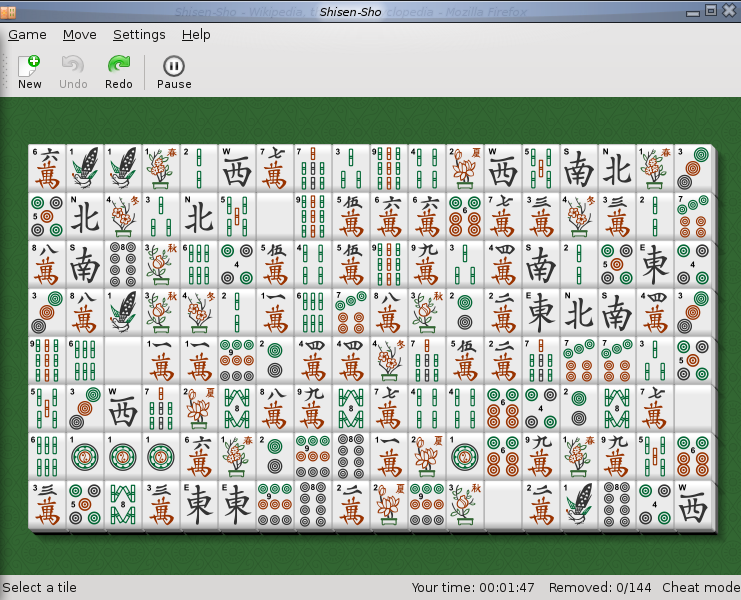
四川省のゲーム画面

四川省（しせんしょう）とはパズルゲームの一種で、8列×17列に並べられた麻雀牌を一定のルールに従って取り除いていくものである。二角取り（にかくどり）ともいう。
1989年にアーケードゲーム基板として、タムテックスが開発しアイレムが発売したものが最初とされる。現在はアーケード版や、家庭用ゲーム機用のものが複数存在する他、インターネットで公開されているものも多い。
ゲームの内容と地名の四川省自体には直接的な関連性はない。

## ルール
まず縦8列×横17列に、牌を不規則（ランダム）に並べる。並べる牌は、数牌と字牌のみを使う場合と、花牌も使用する場合がある。
2つずつ牌を取り除く。牌を取り除けるのは以下の条件のときである。
- 同種の2つの牌が隣接しているとき
- 同種の2つの牌を他の牌のない場所（牌の外側でも可）を通る水平または鉛直の直線で結ぶ際、その線が曲がる回数が2回以内のとき（すなわち、3本以内の水平線または鉛直線の組み合わせで2つの牌同士を結べるとき）

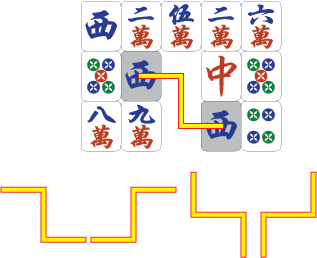
中央の西同士は3本の縦横線で結べるので消せるが、左上の西はほかの西と4本以上離れているので消せない

これを繰り返して牌を取り除いていく。すべての牌を取り除くと終了（クリア）となる。牌の並べ方によっては、途中で取り除ける牌が無くなってクリアできず手詰まりとなる。通常、手詰まりの場合はその時点で終了となる。が、家庭用ゲーム機用などでは、消せるような配置へと牌の位置を入れ替える「シャッフル機能」を搭載したものもある。
また、麻雀牌の代わりに、独自の絵柄が入った駒を取り除いていく様式のゲームもある。

## 派生ゲーム
牌の取り方が一緒だが、牌の並べ方が異なったり、スペースを入れて配置されるゲームもあり、万里の長城などと呼ばれている。

## 関連リンク
四川省 for Win
1. ↑  “四川省とは？ - 四川省ワールド”. shisensho.net. 2025年8月16日閲覧。